# Station Olten

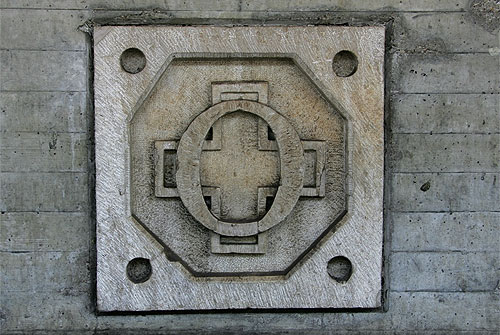
Herdenkingsteken 0-kilometer in station Olten

Het station Olten (Duits: Bahnhof Olten) is het spoorwegstation van de stad Olten in het Zwitsers kanton Solothurn. Het is een belangrijk knooppunt in het Zwitsers spoorwegnet. Met 1.100 treinen per dag is het het op een na meest bediende spoorwegstation van Zwitserland na Zürich Hauptbahnhof, en met 80.000 reizigers per dag behoort het tot de twintig drukste spoorwegstations van het land.
Dat het station van deze relatief kleine stad met circa 17.000 inwoners zo'n belangrijk knooppunt is, kan verklaard worden door de geografische ligging van de stad en de historische ontwikkeling van het spoorwegnet.

## Olten als spoorwegknooppunt
De Bondsraad huurde in 1850 de internationaal aangezochte Engelse spoorwegingenieurs Robert Stephenson en Henry Swimburne in om een spoorwegnet te ontwerpen dat Zürich, Bazel en Bern met elkaar zou verbinden.
Als men bij de aanleg van een verbinding tussen Bazel en Bern de Jura wou omzeilen, zou de verbinding tussen Bazel en Bern veel noordelijker langsheen de Rijnvallei moeten lopen, zo niet was een doorsteek nodig. Voor een rechtstreekse verbinding naar Bazel diende dus een spoorlijn doorheen de noordelijke Jura aangelegd worden, deels gelijklopend met de reeds in de Romeinse tijd bekende Hauenstein-route, met het deels volgen van de reeds in de middeleeuwen bekende Passwang-route of deels de Schafmatt-route. Het werd de eerste van de drie doorsteken, voornamelijk omdat door een kortere benodigde tunnellengte de kost beperkt zou kunnen worden.
Deze Hauenstein-route kruist de uitloper van de Jurasüdfuss, de zuidelijke voet van de Jura, bij Olten zodat de verbinding van een lijn Bazel-Bern een relatief vlakke spoorlijn in bijna rechte lijn van Genève naar Baden in Olten elkaar kruisen. Vanuit Olten zijn valleien die een route richting Bern en Luzern faciliteren.
Bij de oprichting van de Schweizerische Centralbahn in 1853 was de eerst geplande spoorweglijn de verbinding Bazel - Bern over Liestal en Olten. Op deze lijn werden verlengingen (naar Thun) en aftakkingen (naar Biel, Luzern en Brugg) voorzien.
In 1853 werd ook het werk aan de essentiële Hauenstein-Scheiteltunnel aangevat die in 1858 in gebruik genomen kon worden. Intussen was al in 1856 een eerste verbinding van Aarau naar Luzern in gebruik genomen via Olten. Daar werd in 1857 het traject Aarburg - Oftringen – Herzogenbuchsee aan toegevoegd, en in 1858 de verbinding naar Bazel.
Zo werd Olten het middelpunt van het eerste uitgebreid Zwitsers spoorwegnet. De Schweizerische Centralbahn documenteerde hun net sinds 1856 ook met Olten als centrum, zodat de 0-kilometer zich in het station van Olten bevindt. De locatie is nu met een gedenkplaat aangeduid. Olten werd ook de locatie van de depots en werkplaatsen van de SCB.
Bij de fusie in 1902 van een heleboel spoorwegen waaronder de Schweizerische Centralbahn tot de SBB-CFF-FFS, bleef Olten het belangrijke knooppunt, en werd het belang van de voormalige SCB werkplaatsen alleen maar groter, nu deze uitgroeiden tot de belangrijkste onderhoudssite van de hele SBB. Het belang van de spoorwegen en de werkplaats voor de lokale economie was zeer groot.
Het nadeel aan de Hauenstein-Scheiteltunnel was dat dit traject richting Bazel relatief steile hellingen bevat, die de inzet van bijkomende locomotieven voor de zwaardere goederentreinen nodig maakte, en de maximale lengte en belasting beperkte. Daarom werd in 1912 het werk aan de meer dan 8 km lange Hauenstein-Basistunnel aangevat die in 1916 in gebruik genomen kon worden. De zuidelijke tunnelingang ligt bijna aan de ingang van de stationsterreinen van station Olten, enkel van het station gescheiden door de Aare die overbrugd wordt met de Aarebrücke.
Voor het traject naar Bern werd tussen 1996 en 2004 gewerkt aan een traject voor een nieuwe hogesnelheidslijn tussen Mattstetten en Rothrist, waardoor de reistijd van Olten naar Bern gereduceerd kon worden.

## Treinverbindingen

### Nationale treindiensten
| Serie | Treinsoort            | Route | Bijzonderheden |
| ----- | --------------------- | --- | -------------- |
| IC 5  | Intercity (SBB)       | [ Genève-Aéroport – ] / [ Lausanne – ] Yverdon-les-Bains – Neuchâtel – Biel/Bienne – Solothurn – Olten – Zürich HB – Winterthur – Sankt Gallen – Rorschach |                |
| IC 6  | Intercity (SBB)       | Basel SBB – Olten – Bern – Thun – Brig |                |
| IC 21 | Intercity (SBB)       | Basel SBB – Olten – Luzern – Arth-Goldau – Bellinzona – Lugano                                                                                             |                |
| IC 61 | Intercity (SBB)       | Basel SBB – Olten – Bern – Interlaken Ost |                |
| IR 17 | InterRegio (BLS)      | Bern – Herzogenbuchsee – Olten |                |
| IR 26 | InterRegio (SOB)      | Basel SBB – Olten – Luzern – Arth-Goldau – Erstfeld – Airolo – Bellinzona – Locarno                                                                        |                |
| IR 27 | InterRegio (SBB)      | Basel SBB – Liestal – Olten – Luzern |                |
| IR 35 | InterRegio (SBB, SOB) | Bern – Olten – Zürich HB – Sargans – Chur |                |

### Regionaal treinverkeer
| Serie | Treinsoort         | Route                                                         | Bijzonderheden |
| ----- | ------------------ | ------------------------------------------------------------- | -------------- |
| S 3   | S-Bahn Basel (SBB) | Porrentruy – Delémont – Basel SBB – Liestal – Sissach – Olten |                |
| S 9   | S-Bahn Basel (SBB) | Sissach – Läufelfingen – Olten                                |                |